# Paulino (prefeito augustal)
Paulino (em latim: Paulinus) foi um oficial romano do século IV, ativo durante o reinado do imperador Teodósio (r. 378–395). 

## Vida
Antes de 386, segundo carta do sofista Libânio, era governador, talvez de Eufratense. Na carta, se pede a Paulino que restaurasse suas terras para Talássio, talvez em Samósata. Em 386, segundo leis preservadas no Código de Teodósio, era prefeito augustal do Egito.